# 世界サンライズツアー
『世界サンライズツアー』（せかいさんらいずつあー）はNHK Eテレで2022年8月27日より放送されているテレビ番組。

## 概要
番組では世界各地の日の出を巡る「バーチャルツアー」をする。日本と世界各地をスマートフォンでつなぎ、時差を利用して日の出の瞬間をリレー形式で追いかける。
様々な国や地域で暮らす人々とリアルタイムでつながり、各地の絶景とともに現地の美しい日の出を中継する。また現地の人々の朝の過ごし方や朝の習慣も紹介をする。番組では中間淳太と藤井サチが現地の人々と英語で会話をする。

### 番組終了
NHKは2024年2月14日、SMILE-UP.（旧・ジャニーズ事務所）における性加害問題を受け、SMILE-UP.（旧・ジャニーズ事務所）に所属する中間淳太が出演する当番組を2023年度末をもって終了させることを発表した。

## 出演者
- 中間淳太（MC）[3][6]
- 藤井サチ（MC）[3][6]
- 星野大輔（ナレーター）[6]

## 放送
- 2022年度
  - 不定期放送
- 2023年度[7][8]（2023年05月06日 - 2024年03月02日）
  - NHK Eテレ　毎月第1土曜日　22:30 - 23:00（本放送）
  - NHK Eテレ　翌週月曜日　15:00 - 15:30（再放送）

## エピソード

### 2022年度
| 話数 | タイトル             | 初放送日（JST） | 出典  |
| ---- | -------------------- | --------------- | ----- |
| P    | 世界サンライズツアー | 2022年08月27日  | [ 2 ] |

### 2023年度
| 話数 | タイトル                               | 初放送日（JST） | 出典   |
| ---- | -------------------------------------- | --------------- | ------ |
| 1    | イタリア・アイスランド・ブラジル       | 2023年05月06日  | [ 4 ]  |
| 2    | ドバイ・チェコ・南アフリカ             | 2023年06月03日  | [ 11 ] |
| 3    | オマーン・ギリシャ・ポルトガル         | 2023年07月01日  | [ 12 ] |
| 4    | ケイマン諸島・メキシコ・ハワイ         | 2023年08月05日  | [ 13 ] |
| 5    | ニュージーランド・台湾・フランス       | 2023年09月02日  | [ 14 ] |
| 6    | ジョージア・オランダ・グリーンランド   | 2023年10月07日  | [ 15 ] |
| 7    | スロベニア・カナダ・振り返りトーク     | 2023年11月04日  | [ 16 ] |
| 8    | モンゴル・ヨルダン・クロアチア         | 2023年12月02日  | [ 17 ] |
| 9    | ネパール・ウズベキスタン・トルコ       | 2024年01月06日  | [ 18 ] |
| 10   | オーストリア・フィンランド・コスタリカ | 2024年03月02日  | [ 19 ] |